# Bourovec dubový
Bourovec dubový (Lasiocampa quercus) je noční motýl z čeledi bourovcovitých, vyskytující se i na území České republiky.

## Rozšíření
Osidluje dubové lesy a jejich okraje, křovinaté stráně, louky i vřesoviště. Vyskytuje se od nížin až po podhorské pásmo.

V České republice býval ještě ve 20. století poměrně hojný, ale jeho početnost setrvale klesá. V Červeném seznamu bezobratlých ČR (2017) je veden jako ohrožený druh.

## Popis

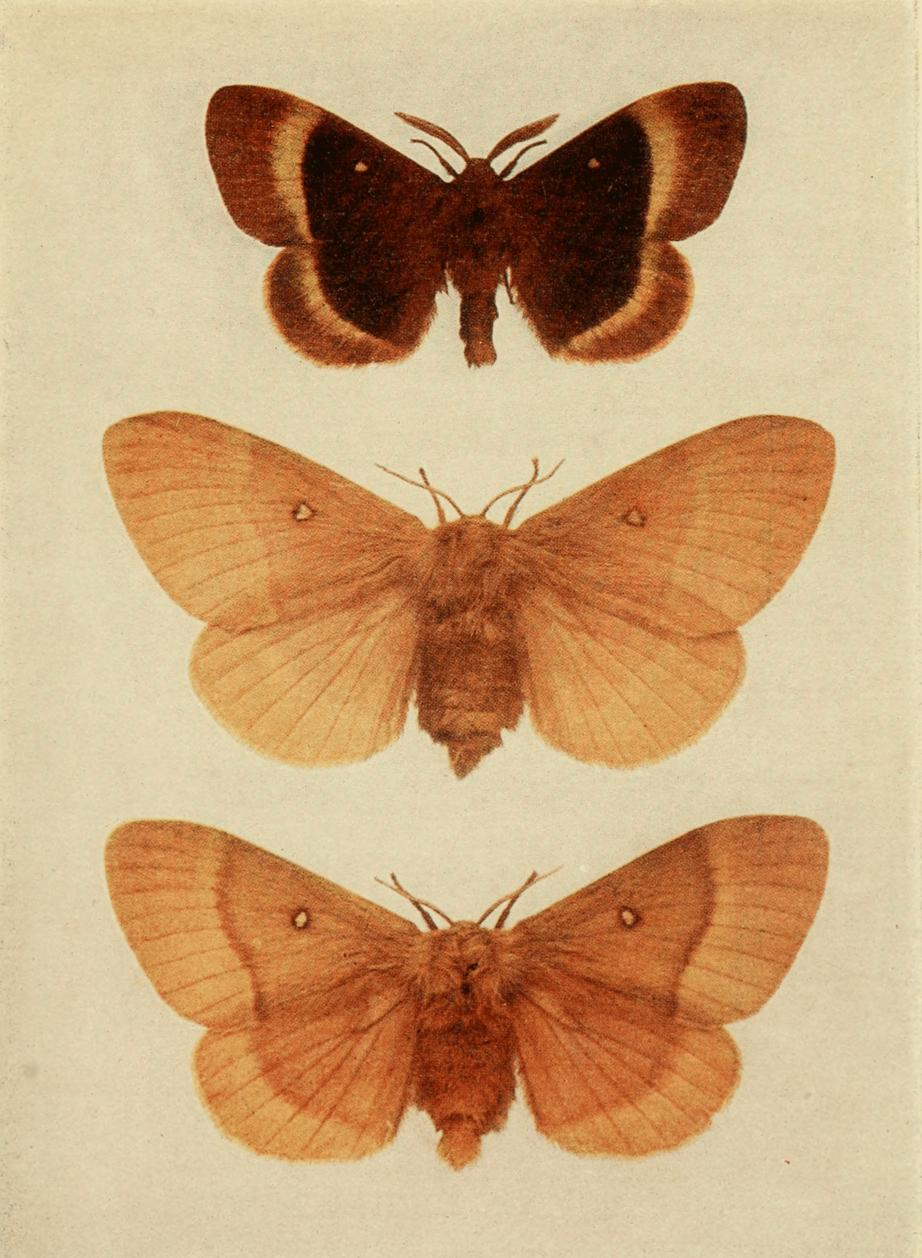
Bourovec dubový, knižní ilustrace
(nahoře samec, dole 2× samice)
Richard South, 1907

S rozpětím křídel 45–75 mm se řadí mezi větší bourovce. Samice jsou znatelně větší a robustnější než samci a liší se také zbarvením, ačkoli to může být u obou pohlaví značně proměnlivé. Zpravidla jsou samice výrazně světlejší (okrově hnědé až žlutavé) než samci (hnědí až tmavě hnědí). Kresba na křídlech je u obou pohlaví stejná – v přední třetině předního křídla se nachází drobná, ale výrazná bílá tečka, u světlých jedinců tmavě obroubená. Ve vnější třetině křídla pak probíhá žlutá, mírně prohnutá příčka (u světlých jedinců může splývat s podkladem). Zadní křídla jsou také ozdobena příčkou, ale nemají bílou skvrnu. Tykadla jsou u samic nitkovitá, u samců hřebenitá.

Na území ČR se vyskytuje také příbuzný bourovec jetelový, který je zbarven podobně, je ale menší než bourovec dubový.
Vajíčka jsou hnědá, oválná.
Také housenky se podobají housenkám bourovce jetelového. Jsou hnědé, porostlé hustými šedavými chlupy, s černými předěly tělních článků. Na bocích mají přerušovanou bílou čáru, která housenkám b. jetelového chybí. Dorostlé housenky měří 65–80 mm.
Kukla je ukryta v pevném, pravidelně soudkovitém, hedvábném kokonu.

## Bionomie
Během roku vytváří jednu generaci. Motýli létají od konce května až do srpna. Samci létají i přes den, samice spíše v noci, kdy také těžkopádně naletují na umělé zdroje světla. Po spáření kladou vajíčka jednotlivě na živné rostliny.
Housenky se líhnou v srpnu. Mohou se živit listím rozličných rostlin. Primárně se jedná o dub, hloh a trnku, ale lze je zastihnout také na vrbě, bříze, janovci, borůvce, ostružiníku či maliníku. Na vřesovištích požírají i vřes. Housenky rostou velmi pomalu. Po přezimování pokračují v žíru a koncem května se kuklí ve volně loženém, pevném zámotku na zemi. V případě nepříznivého roku (nebo také v podhůří) mohou housenky přezimovat ještě jednou a vývoj dokončit až ve třetím roce.
Podobně jako housenka, také kukla může neplánovaně zimovat, ve standardních podmínkách se ale líhne ještě v témže roce.

## Galerie

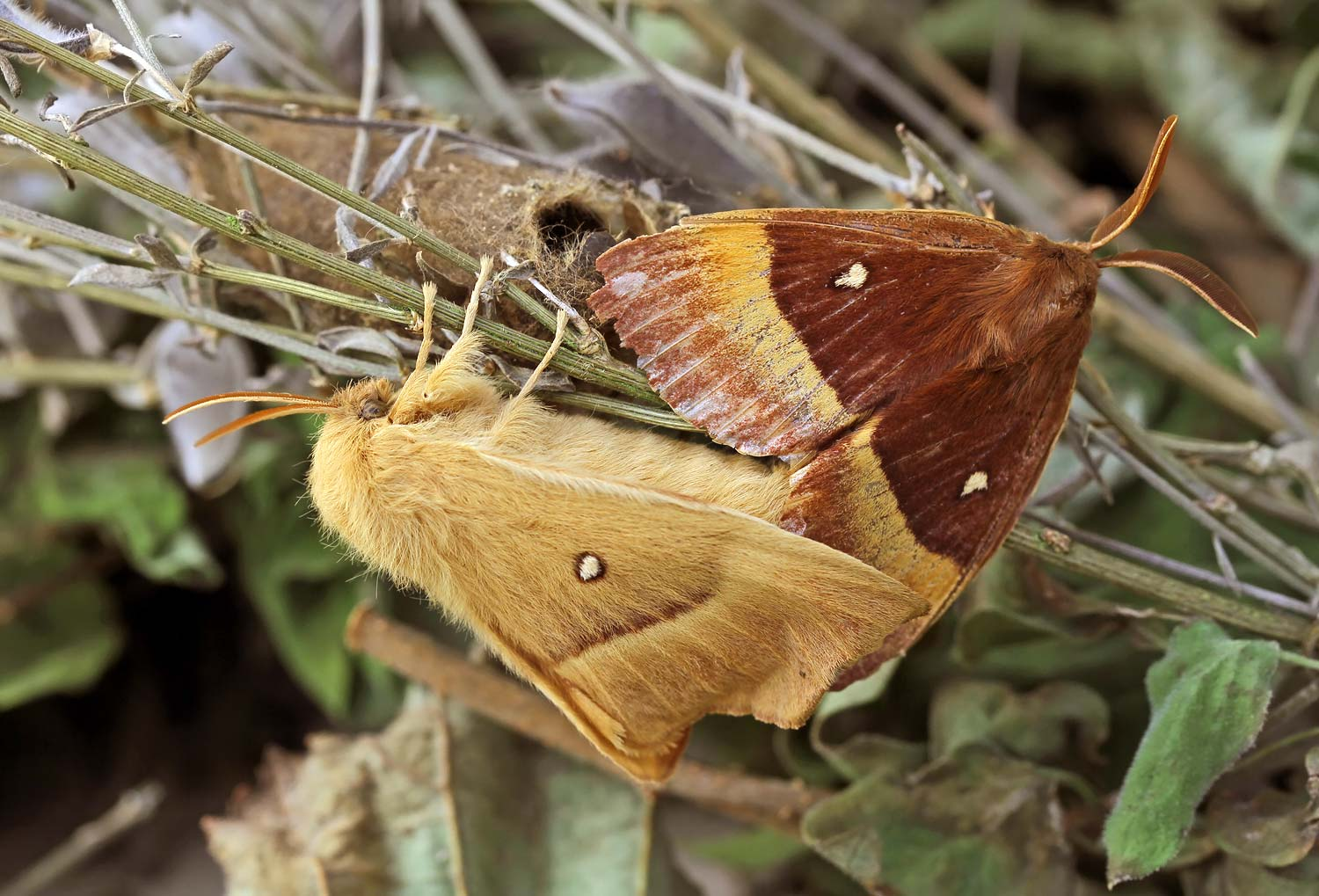
Páření (samec vpravo)
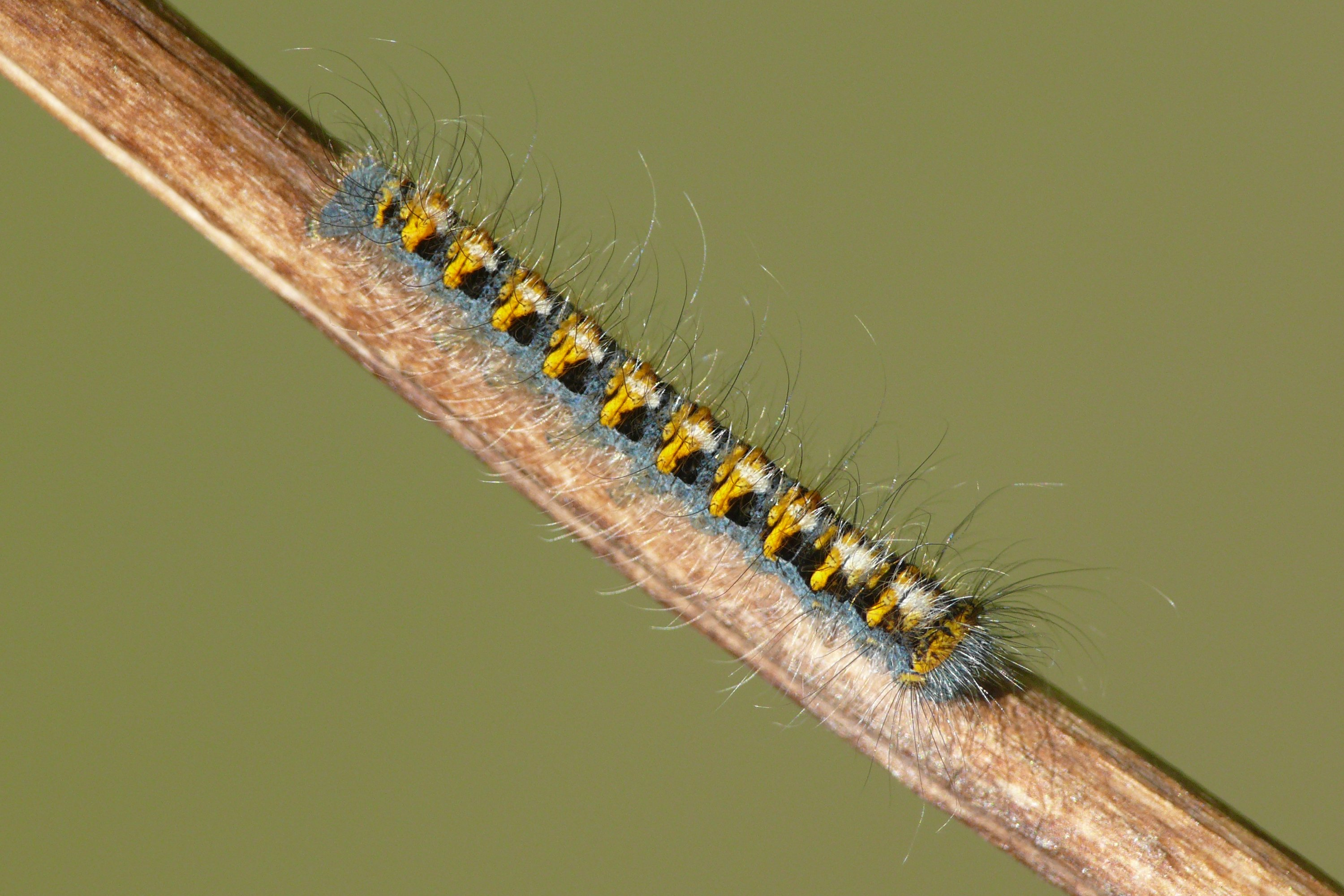
Mladá housenka
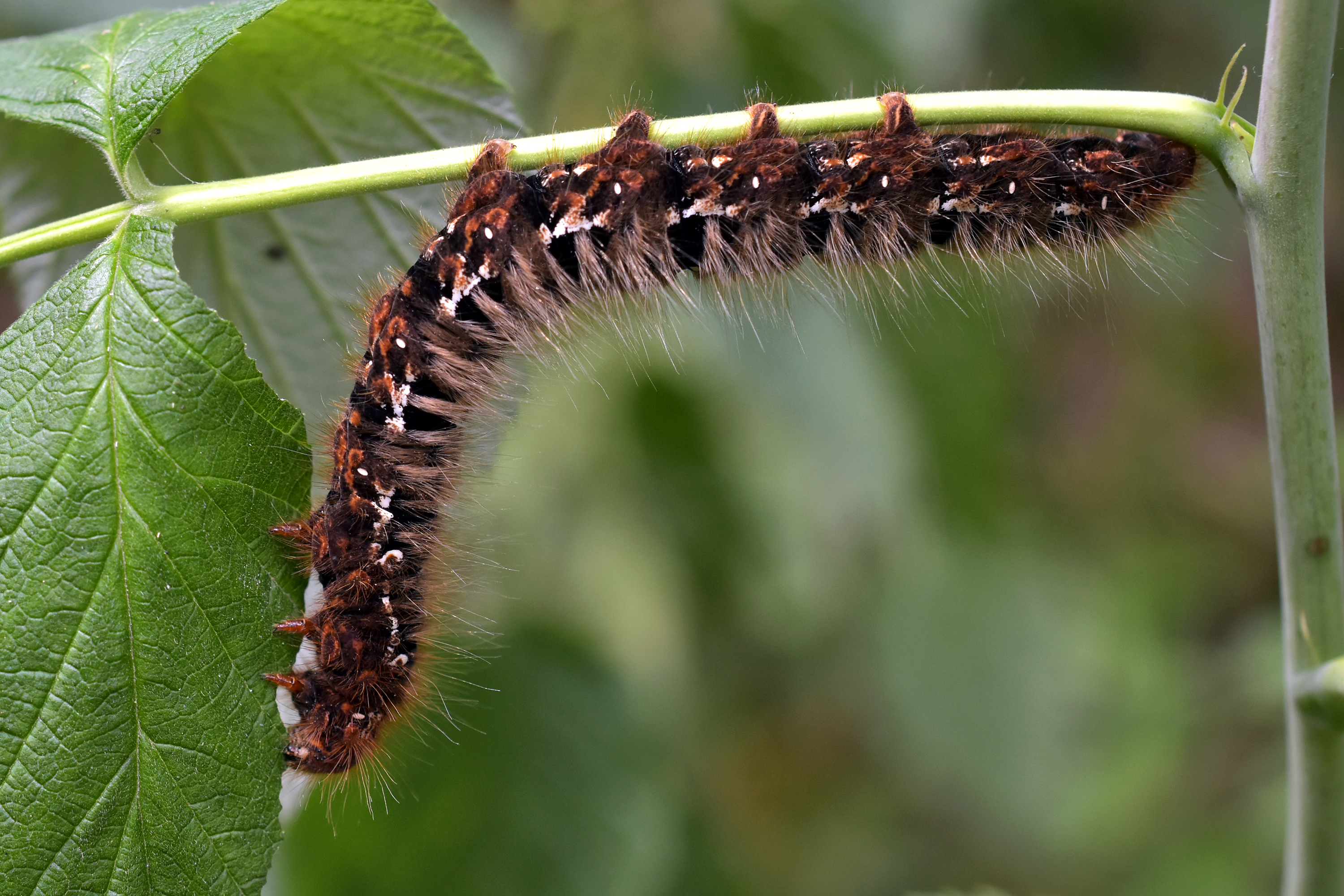
Starší housenka
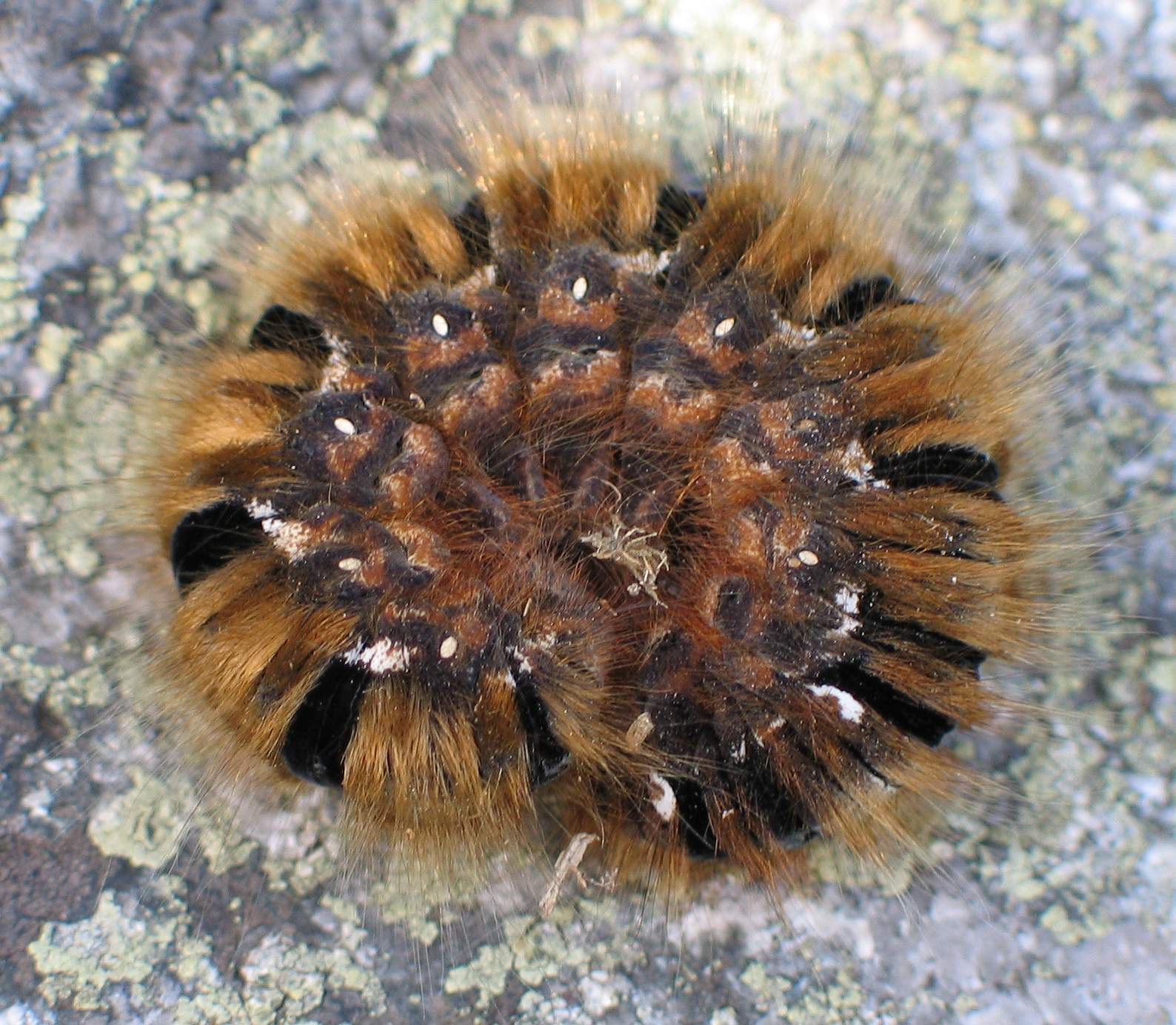
Housenka v obranném klubíčku
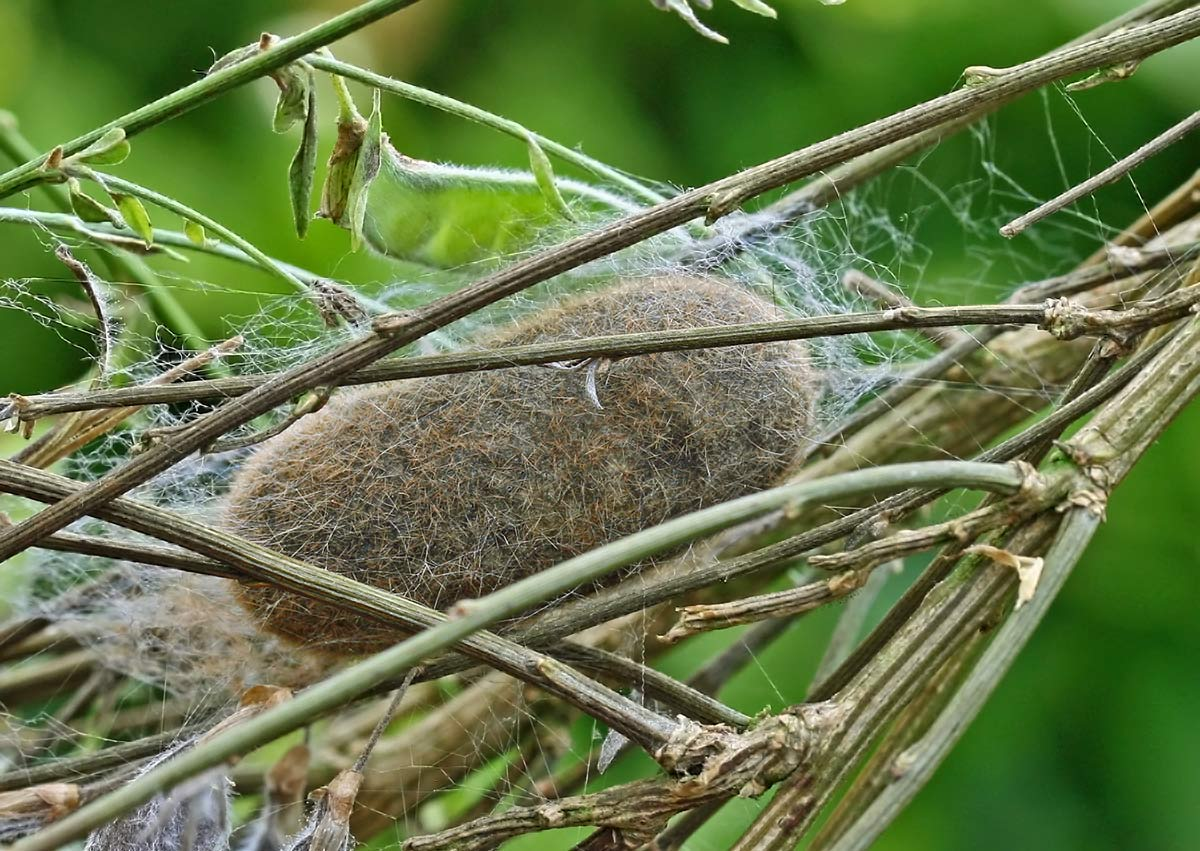
Čerstvě upředený kokon